# Plesiadapidae
Plesiadapidae é uma família de mamíferos plesiadapiformes aparentados aos primatas conhecidos do Paleoceno e Eoceno da América do Norte, Europa, e Ásia.  Plesiadápides foram abundantes no Paleoceno superior, e seus fósseis são frequentemente usados para estabelecer as idades de faunas fósseis.

## Classificação
McKenna e Bell reconheceu duas subfamílies (Plesiadapinae e Saxonellinae) e um não plenamente classificado gênero (Pandemonium) dentro dos Plesiadapidae. Mais recentemente Saxonella (o único saxonelíneo) e Pandemonium têm sido excluídos da família, deixando somente um Plesiadapinae redundante. Dentro da família, Pronothodectes é o como o ancestral de todos ou outros gêneros, enquanto Plesiadapis pode ser diretamente ancestral tanto de Chiromyoides e Platychoerops.